# Ataraxia
Ataraxia (em grego clássico: Ἀταραξία, de ἀ- indicando negação ou ausência e ταρασσ- tarass- ' perturbar, incomodar ' com o sufixo substantivo abstrato -ία) traduz-se geralmente por "imperturbabilidade", "equanimidade" ou "tranquilidade de ânimo", é caracterizado como um estado de ausência contínua de perturbações.
Demócrito usou este termo ao afirmar "A felicidade é prazer, bem-estar, harmonia, simetria e ataraxia", mas foram os epicuristas, os céticos e os estoicos e os que puseram a ataraxia no centro de seu pensamento.
No Epicurismo, a ataraxia é um componente chave para a felicidade de uma pessoa, sendo descrito como um estado de liberdade de perturbações mentais ou como prazer mental, esse sendo considerado o bem supremo para os epicuristas.
No Ceticismo Pirrônico, é considerada o resultado pretendido da epoché, um estado de cessação do julgamento, em relação às crenças não videntes, sendo necessário para atingir a eudaimonia, que traduz-se como um estado de felicidade.
Os estoicos também procuravam o estado de "tranquilidade mental", ataraxia, mas diferentemente do pirronismo ou do epicurismo, não tomavam isto como o objetivo final de suas vidas, este que se encontrava no conceito da apatheia, a "ausência de paixões prejudiciais", um estado alheio com assuntos externos a si mesmos, o que também significa um estado de não perturbação, de tranquilidade mental, e portanto, um estado de ataraxia.  